# Династија (ТВ серија из 2017, 2. сезона)
Друга сезона серије Династија, америчке телевизијске серије темељене на истоименој сапуници у ударном термину из 1980-их, првобитно је емитована од 12. октобра 2018. до 24. маја 2019. године на The CW-у у Сједињеним Државама. Сезону је продуцирао CBS Television Studios, са Сали Патрик као шоуранерком и извршном продуценткињом, заједно са извршним продуцентима Џошом Шварцом и Сетфани Севиџ. Дебитована 11. октобра 2017, серија је 2. априла 2018. године обновљена за другу сезону. Династија је 31. јануара 2019. године обновљена за трећу сезону.
У другој сезони играју Елизабет Гилис као Фалон Карингтон; Грант Шоу као њен отац, милијардер Блејк Карингтон; и Џејмс Макај као његов геј син, Стивен; са Робертом Рајлијем Кристофером као шофером, Мајклом Кулхејном; Самом Адегокеом као технолошким милијардером, Џефом Колбијем; Рафаелом де ла Фуентеом као Самом Џоунсом, нећаком Блејкове супруге, Кристал Флорес, и Стивеновим супругом; Аланом Дејлом као Џозефом Андерсом, мајордомом Карингтонових; и Николет Шеридан као Алексис Карингтон, Блејковом бившом супругом и Адамовом, Стивеновом и Фалонином мајком. Редовне улоге додате у другој сезони су Ана Бренда Контрерас као Кристал Џенингс, Медисон Браун као Андерсова ћерка, Кирби; и Сам Андервус као Адам Карингтон, Блејков и Алексисин најстарији син. Значајни споредни ликови представљени у другој сезони су Моника Колби (Вакима Холис), Џефова сестра; Доминик Деверо (Мајкл Мишел), Џефова и Моникина мајка и Блејкова полусестра; Клаудија Блајздел (Бријана Браун), Кристалина убица; Лијам Ридли (Адам Хубер), Фалонин бивши муж; Ејда Стоун (Кетрин Ланаса), трговкиња старинама која уцењује Мајкла; Мелиса Данијелс (Кели Радерфорд), Стивенова бивша љубавница; и Хенк Саливан (Брент Антонело), Алексисин бивши завереник.
Серија је емитована од 13. октобра 2018. до 25. маја 2019. године на Netflix-у у Србији. Такође је емитована од 20. априла до 14. септембра 2020. године на Fox Life-у.

## Улоге и ликови

### Главни
- Елизабет Гилис као Фалон Карингтон, директорка енергетике и наследница енергетског богатства у Атланти
- Николет Шеридан и касније Гилис као Алексис Карингтон,[а][1] Блејкова бивша супруга и Адамова, Стивенова и Фалонина мајка
- Ана Бренда Контрерас као Кристал Џенингс, пријатељица Блејкове касније жене, Кристал Флорес
- Џејмс Макај као Стивен Карингтон, Фалонин брат хомосексуалац, који је старији и паметнији од њих двоје
- Рафаел де ла Фуенте као Самјуел Џосаја „Сами Џо” Џоунс, нећак Блејкове друге супруге, Кристал, и Стивенов супруг
- Роберт Кристофер Рајли као Мајкл Кулхејн, шофер Карингтонових и Фалонин бивши љубавник
- Сам Адегоке као Џеф Колби, млади пословни ривал Блејка, за кога је на крају откривено да је његов нећак
- Медисон Браун као Кирби Андерс, Џозефова ћерка
- Алан Дејл као Џозеф Андерс, мајордомо Карингтонових
- Грант Шоу као Блејк Карингтон, милијардер, извшрни директор продатог Carrington Atlantic-а, од скоро удовац и Адамов и Фалонин отац по својој првој супрузи, Алексис
- Сам Андервуд као Адам Карингтон / др Мајк Харисон,[б] Блејков и Алексисин најстарији син, који је отет као новорођенче

Напомене о улогама
1. ↑  Шеридан се приписује као редовна кроз петнаесту епизоду, када напушта серију. Гилис преузима улогу гостујуће звезде, у три епизоде између седамнаесте и деветнаесте епизоде сезоне.
2. ↑  Андервуд се приписује као гостујућа звезда у четрнаестој епизоди и као редован почев од петнаесте епизоде.

## Епизоде
| Бр. еп. (укупно) | Бр. еп. (у сезони) | Наслов                             | Редитељ          | Сценариста                            | Премијера          | Гледаност у С.А.Д. (милиони) |
| ---------------- | ------------------ | ---------------------------------- | ---------------- | ------------------------------------- | ------------------ | ---------------------------- |
| 23               | 1                  | Изненадни одлазак                  | Мет Ерл Бизли    | Сали Патрик и Кростофер Фајф          | 12. октобар 2018.  | 0,64                         |
| 24               | 2                  | Брод змија                         | Кени Леон        | Џош Рејмс и Џена Ричман               | 19. октобар 2018.  | 0,61                         |
| 25               | 3                  | Батлер је крив                     | Паскал Верскурис | Дејвид М. Израел и Пола Сабага        | 26. октобар 2018.  | 0,56                         |
| 26               | 4                  | Пахуље у паклу                     | Мери Лу Бели     | Франсиска Ху и Одри Вилалобос Кар     | 2. новембар 2018.  | 0,55                         |
| 27               | 5                  | Краљица пехара                     | Џеф Берд         | Кевин А. Гарнет и Џеј Гибсон          | 9. новембар 2018.  | 0,60                         |
| 28               | 6                  | Вештица                            | Теса Блејк       | Џош Рејмс и Либи Велс                 | 16. новембар 2018. | 0,66                         |
| 29               | 7                  | Привремена зараза                  | Мајкл А. Аловиц  | Џена Ричман                           | 30. новембар 2018. | 0,63                         |
| 30               | 8                  | Инстикт убице                      | Мет Ерл Бизли    | Дејивд М. Израел и Франсиска Ху       | 7. децембар 2018.  | 0,56                         |
| 31               | 9                  | Луда жена                          | Мелани Мејрон    | Кристофер Фајф и Пола Сабага          | 21. децембар 2018. | 0,63                         |
| 32               | 10                 | Атмосфера уз шампањац              | Мајкл А. Аловиц  | Џош Рејмс и Кевин А. Гарнет           | 18. јануар 2019.   | 0,59                         |
| 33               | 11                 | Призор                             | Мет Ерл Бизли    | Дејвид М. Израел и Обри Вилалобос Кар | 25. јануар 2019.   | 0,58                         |
| 34               | 12                 | Прљаве игре                        | Гери Маклауд     | Франсиска Ху и Либи Велс              | 1. фебруар 2019.   | 0,60                         |
| 35               | 13                 | Чак и црви могу да се размножавају | Вијет Нгујен     | Кристофер Фајф и Џеј Гибсон           | 8. фебруар 2019.   | 0.61                         |
| 36               | 14                 | Париска легенда каже...            | Паскал Верскурис | Сали Патрик и Џена Ричман             | 15. март 2019.     | 0,47                         |
| 37               | 15                 | Презаштићеност                     | Бренди Бредберн  | Дејвид М. Израел и Пола Сабага        | 22. март 2019.     | 0.55                         |
| 38               | 16                 | Јадни незахвални мушкарци          | Џеф Берд         | Гарет Окли и Брајс Шрам               | 29. март 2019.     | 0,52                         |
| 39               | 17                 | Колико дволичан можеш бити         | Џоана Кернс      | Кристофер Фајф и Кевин А. Гарнет      | 19. април 2019.    | 0,55                         |
| 40               | 18                 | Живот је маскенбал                 | Џеф Берд         | Џош Рејмс и Обри Вилалобос Кар        | 26. април 2019.    | 0,49                         |
| 41               | 19                 | Ова моја болест                    | Мет Ерл Бизли    | Франсиска Ху и Џеј Гибисон            | 3. мај 2019.       | 0,39                         |
| 42               | 20                 | Нова дама у граду                  | Илоди Кинел      | Дејвид М. Израел                      | 10. мај 2019.      | 0,42                         |
| 43               | 21                 | Гушће од новца                     | Кен Финк         | Џена Ричман и Кевин А. Гарнет         | 17. мај 2019.      | 0,47                         |
| 44               | 22                 | Превара, љубомора и лажи           | Мајкл А. Аловиц  | Кристофер Фајф и Пола Сабага          | 24. мај 2019.      | 0,53                         |